# Partido Democrático Doctrinario
Partido Democrático Doctrinario (PDD) fue un partido político chileno, surgido de la fusión del Partido Democrático del Pueblo y parte del Partido Democrático de Chile, que antes formaron parte del Partido Democrático, fundado en 1932. Solicitó su inscripción ante la Dirección del Registro Electoral en noviembre de 1956. Su sede se encontraba en la calle San Antonio 365, Santiago.

## Organización
Su directiva estaba compuesta por Luis Malaquías Concha Stuardo (presidente), Santiago Tejias Fuenzalida y Osvaldo Chanks Gaviño (vicepresidentes), y Luis Oyarce Villalba (secretario general). 

## Disolución
En las elecciones legislativas de 1957 logró una mínima cantidad de votos (3006 sufragios) que no le permitieron mantener su existencia legal. El 16 de enero de 1958 se fusionó con los partidos Democrático de Chile y Democrático Nacional para crear el Partido Demócrata, colectividad que existió hasta 1961.